# Elmar Lehnen

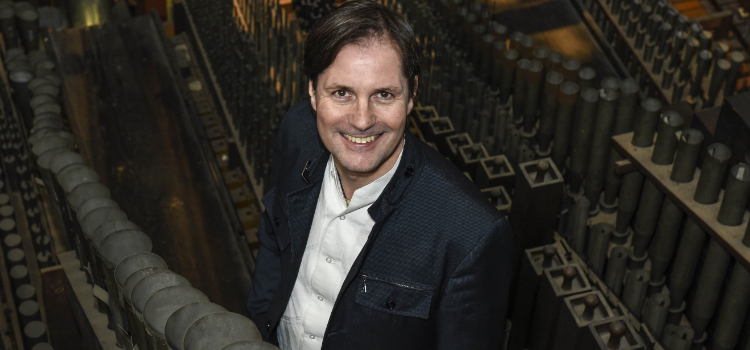
Elmar Lehnen

Elmar Lehnen (* 1965 in Hinsbeck) ist ein deutscher Kirchenmusiker und Basilikaorganist an der Marienbasilika zu Kevelaer.

## Leben und Wirken
Geboren in Hinsbeck am Niederrhein, erhielt Elmar Lehnen seinen ersten Orgelunterricht bei Wolfgang Seifen (damals Lobberich, jetzt Professor an der Universität der Künste Berlin).
Er absolvierte sein Kirchenmusikstudium an der Kirchenmusikschule St. Gregorius-Haus in Aachen, wo er später im Rahmen der C-Ausbildung Orgel und Chorleitung unterrichtete. Seine Lehrer waren hier u. a. Berthold Botzet, Norbert Richtsteig, Hans-Josef Roth und Viktor Scholz.
Weitere Studien führten ihn an die Schola Cantorum in Paris zu Jean-Paul Imbert, wo er 2001 sein „diplome de concert“ mit Auszeichnung abschloss. Im Jahre 1997 war er Preisträger im ersten internationalen Orgelwettbewerb, Korschenbroich.
Nach zehnjähriger Tätigkeit als Kantor der Pfarrei St. Anna in Mönchengladbach-Windberg, wo er die Konzertreihe „Windberger Geistliche Konzerte“ gründete und deren künstlerischer Leiter er war, wurde er im Oktober 2000 als Nachfolger von Wolfgang Seifen zum Basilikaorganisten der Päpstlichen Marienbasilika zu Kevelaer berufen.
Die musikalische Gestaltung der im Wallfahrtsort täglichen, feierlichen Liturgie ist ihm neben seiner internationalen Konzerttätigkeit Hauptschwerpunkt. Fernseh-, Rundfunk- und CD-Produktionen dokumentieren sein musikalisches Wirken. Außerdem obliegt ihm die Verantwortung für die renommierten Basilikakonzerte, die in der ganzen Region große Beachtung finden. Jährlich geben internationale Persönlichkeiten der Orgelszene ihre musikalische Visitenkarte an der großen Seifert-Orgel ab.
Von 2008 bis Januar 2012 war er, als Nachfolger von Markus Belmann, der Chordirektor der Gemeinde St. Marien. Als dieser war er Leiter der Chöre, des Streichorchesters und der Blasmusik. Gemeinsam mit dem Zweiten Basilikaorganisten Paul Lammers ist er für die musikalische Gestaltung der Liturgie an der Orgel in St. Marien Kevelaer verantwortlich.
Gemeinsam mit dem Posaunisten Hansjörg Fink komponiert Lehnen Stücke für Orgel und Posaune.

## Chorleiter
Seit 2004 leitet er den über die Grenzen bekannten Chor „KaLoBrHi“ aus Nettetal. Mit diesem Chor verwirklichte er folgende Projekte: Mozarts Requiem, Magnificat, Stabat mater, deutsche und englische Konzerte sowie „Missa solemnis“ von Beethoven und Giuseppe Verdis „Messa da Requiem“.

## Diskografie
- Oratorienkonzert mit dem Basilikachor Kevelaer, Chordirektor Boris Böhmann (Leitung), Basilikaorganist Elmar Lehnen (Orgel)
- Uns ist geboren ein Kindelein – Weihnachtliche Klänge aus Kevelaer Orgelliteratur und Vokalwerke mit Gabriele Janich, Alt
- Stefanie Brijoux, Elmar Lehnen, Kinderchor Der Marien-Basilika Kevelaer Gegrüßet seist du, Königin – Marienklänge aus Kevelaer (Studio Union im Lahn Verlag 2006)
- Hört der Engel helle Lieder – Orgelklänge aus Kevelaer mit Improvisationen zu Textlesungen vorgelesen von Martina Sturm-Wende
- Bauet Orgeln mit Liebe und Sorgfalt (DVD) Improvisationen an der Orgel der Marienbasilika
- Ajoutez la trompette Sinfonische Musik mit International Brass Ensemble (Böckenhoff 2007)
- Hansjörg Fink, Elmar Lehnen: Salve regina: Klangbilder marianischer Choräle (Studio Union im Lahn Verlag 2010)
- Hansjörg Fink, Elmar Lehnen: Requiem (Audite 2014)
- Hansjörg Fink, Elmar Lehnen: Seven (Audite 2018)

## Rundfunk-Produktionen
- Der Herr der Pfeifen – Ein Porträt des neuen Basilika-Organisten an der Marienorgel in Kevelaer WDR3, Autor: Walter Liedke